# (17) Tetis
(17) Tetis es un asteroide que forma parte del cinturón de asteroides y fue descubierto por Karl Theodor Robert Luther desde el observatorio de Düsseldorf-Bilk, Alemania, el 17 de abril de 1852.
A propuesta de Friedrich Argelander fue denominado Tetis, nombre de un personaje de la mitología griega.

## Características orbitales
Tetis orbita a una distancia media del Sol de 2,472 ua, pudiendo acercarse hasta 2,144 ua. Su excentricidad es 0,1325 y la inclinación orbital 5,591°. Emplea en completar una órbita alrededor del Sol 1420 días.